# Gasexplosion im Humberto Vidal

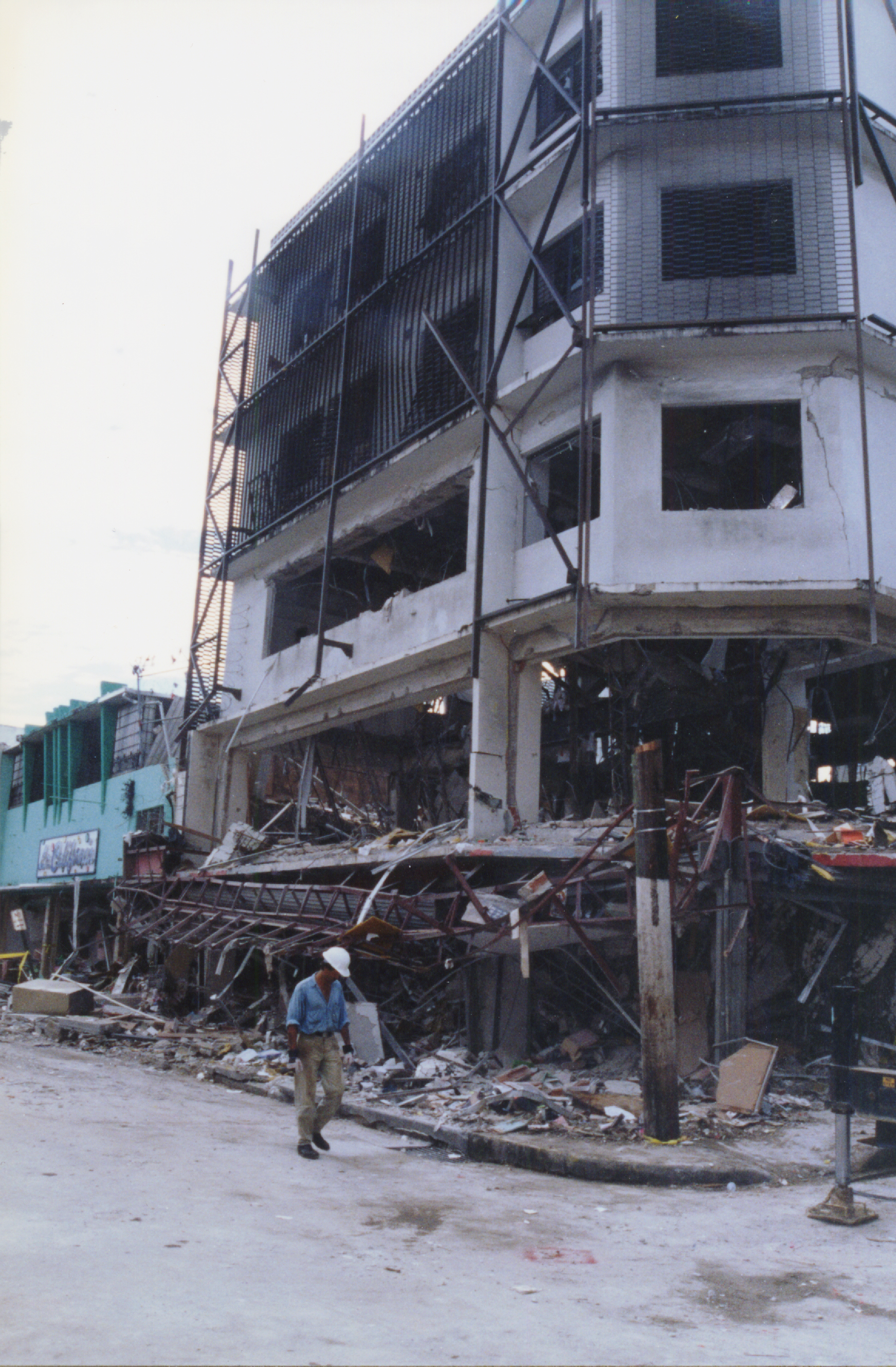
Das abgestützte, beschädigte Gebäude nach dem Unglück

Bei der Gasexplosion im Humberto Vidal in San Juan (Puerto Rico) kamen am 21. November 1996 33 Menschen ums Leben und 69 wurden verletzt.

## Beschreibung
Das Unglück ereignete sich in einem fünfstöckigen Gebäude an einer Straßenecke von Río Piedras, einem Vorort von San Juan in Puerto Rico. Das Gebäude gehörte seit 1984 dem Unternehmen Humberto Vidal, die hier ihren Unternehmenssitz hatten und die oberen vier Stockwerke als Büroflächen nutzten. Im Erdgeschoss des Gebäudes befand sich unter anderem ein Schuhgeschäft des Unternehmens, das Untergeschoss diente als Lager.
Bereits Tage vor dem Unglück fiel Kunden des Geschäfts ein merkwürdiger Gasgeruch auf. Da das Gebäude selbst keinen Gasanschluss besitzt, vermutete der Besitzer ein Leck in einer Versorgungsleitung außerhalb des Gebäudes und rief mehrfach den zuständigen Gasversorger, die San Juan Gas Company, die jedoch kein Leck feststellen konnte.
Schließlich kam es am 21. November 1996 um 08:35 Uhr morgens zu einer Gasexplosion, bei der 33 Menschen starben; davon 15 im Gebäude und 18 außerhalb. 69 Menschen wurden verletzt. Das Gebäude stürzte durch die Explosion teilweise ein; die unteren Stockwerke fielen in sich zusammen, während die oberen Stockwerke weitestgehend intakt blieben, wo sich letztendlich auch die meisten Überlebenden befanden. Mehrere benachbarte Gebäude wurden durch die Explosion zum Teil schwer beschädigt. Da sich die Explosion in den frühen Morgenstunden ereignete, als die meisten Geschäfte der sonst belebten Einkaufsstraße noch geschlossen hatten, ging das Unglück verhältnismäßig glimpflich aus.
Der Auslöser der Explosion konnte nicht mehr festgestellt werden; da am Tag des Unglücks allerdings routinemäßige Wartungsarbeiten an der Klimaanlage des Gebäudes stattfanden, ist es sehr wahrscheinlich, dass ein Funke, der beim Einschalten des Ventilatormotors entstand, die Explosion auslöste. Neben dem Ladenbesitzer konnte im Gebäude auch die Leiche eines Technikers gefunden werden, der zu dem Zeitpunkt die Klimaanlagen im Gebäude wartete; ein anderer Techniker hatte das Gebäude kurz vor dem Unglück verlassen und entging so der Katastrophe.

## Ursache
Das National Transportation Safety Board nahm die Untersuchungen zur Unglücksursache auf. Nachdem zunächst ein Brand- oder gar ein Terroranschlag als Ursache vermutet wurde, stellte sich tatsächlich heraus, dass ein Gasleck in einer nahen Versorgungsleitung das Unglück verursacht hat.
1992, vier Jahre vor dem Unglück, wurde bei Straßenbauarbeiten eine neue Wasserleitung installiert, wobei die auf Karten nicht eingezeichnete Gasleitung beim Verfüllen der Baugrube beschädigt wurde und seitdem unbemerkt leckte. Später stellte sich heraus, dass es keine vollständigen Karten der Versorgungsleitungen unter der betroffenen Straße gab, weil die Regierung von Puerto Rico kein entsprechendes Kataster führte, sondern jedes Unternehmen selbst dafür verantwortlich war, seine Versorgungsleitungen zu dokumentieren, was aber nur unzureichend geschah. Auch die nachträglich installierte Wasserleitung war auf den Karten des Wasserversorgers nicht verzeichnet. Das Leck wurde von den Mitarbeitern des Gasversorgers aufgrund einer simplen Fehlbedienung ihres Gasmessers nicht erkannt – sie vergaßen, das Gerät an der frischen Luft zu kalibrieren, bevor sie die Messungen im Gebäude vornahmen. Auch Bohrungen an der Straße konnten das Gasleck nicht feststellen, weil diese mit 46 Zentimeter nicht tief genug waren, um das in 1,20 Metern Tiefe befindliche Leck aufzuspüren.
Das Gasunternehmen wies die Verantwortung für das Unglück von sich und behauptete, austretendes Methan aus der Kanalisation habe die Explosion verursacht. Methan ist aber leichter als Luft und hätte sich somit an der Decke gesammelt; bei Untersuchungen fand man heraus, dass die Schuhe des Schuhgeschäfts nach oben gegen die Decke geflogen waren, die Explosion sich somit am Boden ereignet haben musste, was sich nur mit einem Gas schwerer als Luft wie das im Gasnetz des Versorgers verwendete Propan erklären lässt.

## Rezeption
Das Unglück wurde in einer Folge der Sendung Sekunden vor dem Unglück dargestellt.